# Umbozero
Umbozero (rusky Умбозеро) je jezero na Kolském poloostrově v Murmanské oblasti v Rusku. Leží mezi Chibinami na západě a Lovozerskou tundrou na východě. Nebezpečné jsou náhle vznikající severní a jižní větry. Jeho rozloha je 419,4 km² (kolísá mezi 313 až 422 km²). Průměrná hloubka je 15 m a maximální hloubka až 115 m.

## Vodní režim
Rozsah kolísání úrovně hladiny je 1,2 m. Vyšší úroveň je v červenci a nižší v květnu. Zamrzá na konci října, v listopadu nebo v prosinci a rozmrzá na konci května nebo v červnu. Do jezera přitéká mnoho nevelkých řek, např. Ponga ze Sarančozera. Z jižního konce odtéká řeka Umba do Bílého moře.

## Využití
Na jezeře je rozvinutý rybolov (pstruzi, siveni, síhové).